# Ligue des champions féminine de l'EHF 2020-2021
Navigation
Ligue des champions 2019-2020 Ligue des champions 2021-2022
La saison 2020-2021 de la Ligue des champions féminine de l'EHF est la 60e édition de la compétition, anciennement Coupe d'Europe des clubs champions. Organisée par l'EHF, elle met aux prises 16 équipes européennes dans un nouveau format.
La saison 2019-2020 ayant été arrêtée au stade des quarts de finale, il n'y a pas de tenant du titre. La compétition est remportée pour la première fois par le club norvégien du Vipers Kristiansand, vainqueur en finale du club français du Brest Bretagne Handball. Le Győri ETO KC, triple tenant du titre (en dehors de la saison précédente annulée), termine à la troisième place.

## Formule
Comme les saisons précédentes, seize équipes participent à cette compétition mais le format et la liste d'accès sont revus. La compétition commence par une phase de groupes où les équipes réparties en deux groupes, A et B, de huit équipes. Les matchs sont joués dans un système de championnat avec des matchs à domicile et à l'extérieur. Les six meilleures équipes de chaque groupe se qualifient pour la suite de la compétition : les équipes classées du 3e au 6e rang jouent les huitièmes de finale et les vainqueurs et seconds de groupe accèdent directement aux quarts de finale.
La phase à élimination directe comprend quatre tours : les huitièmes de finale ou barrages, les quarts de finale et une finale à quatre comprenant deux demi-finales et la finale. En huitièmes de finale, le 3e d'un groupe affronte le 6e de l'autre groupe en matchs aller-retour et 4es et 5es en font de même, le mieux classé des deux lors de la phase de poule ayant le privilège de jouer le match retour à domicile. Les quatre vainqueurs de ces huitièmes de finale rejoignent en quarts de finale les vainqueurs et seconds de groupe suivant le tableau prédéfini. Enfin, pour la finale à quatre, un tirage au sort détermine les oppositions en demi-finales.
Le 10 février 2021, en conséquence de la pandémie de Covid-19, l'EHF a décidé que toutes les équipes étaient finalement qualifiées pour les huitièmes de finale, ajoutant les oppositions 1er-8e et 2e-7e.
Les rencontres doivent débuter à l'un des quatre horaires prévus : le samedi à 16 ou 18 heures ou le dimanche à 14 ou 16 heures, heure d'Europe centrale.

### Qualifiés
Les neuf premiers championnats au classement EHF octroient une place en Ligue des champions à leur vainqueur. De plus, le Danemark obtient une place supplémentaire (notée EC dans le tableau ci-dessous) en raison de ses résultats en Coupe de l'EHF sur les trois années précédentes.
Ainsi, conformément au coefficient EHF établi pour la saison 2020-2021, les champions nationaux suivants sont qualifiés :
| Rang | Pays       | Équipe                  | Statut                                  |
| ---- | ---------- | ----------------------- | --------------------------------------- |
| 1    | Hongrie    | Győri ETO KC            | Représentant du Championnat de Hongrie  |
| 2    | Russie     | Rostov-Don              | Champion de Russie                      |
| 3    | Roumanie   | SCM Râmnicu Vâlcea      | Représentant du Championnat de Roumanie |
| 4    | Danemark   | Team Esbjerg            | Champion du Danemark                    |
| 5    | France     | Metz Handball           | Représentant du Championnat de France   |
| 6    | Norvège    | Vipers Kristiansand     | Champion de Norvège                     |
| 7    | Allemagne  | Borussia Dortmund       | Champion d'Allemagne                    |
| 9    | Monténégro | ŽRK Budućnost Podgorica | Champion du Monténégro                  |
| EC   | Danemark   | Odense Håndbold         | Vice-champion du Danemark               |

Remarque : pour plus de détails sur le statut de chaque championnat et les équipes désignées, voir 2020 en handball#Championnats européens.
Le champion de Macédoine du Nord ne s'est pas inscrit.

### Équipes ayant sollicité une invitation
Parallèlement aux clubs directement qualifiés, six places sont attribuées par l'EHF sur dossier (Wild-Card). Les fédérations classées  entre la 1re et la 9e place — qui comptent déjà un qualifié direct — peuvent présenter une deuxième équipe hormis le Danemark dont la deuxième équipe est automatiquement qualifiée en vertu des résultats des clubs danois en Coupe de l'EHF. Les fédérations classées de la 10e à la 30e place peuvent proposer leur champion.
| Rang | Pays              | Équipe                   | Statut                                            | Décision                    |
| ---- | ----------------- | ------------------------ | ------------------------------------------------- | --------------------------- |
| 1    | Hongrie           | Ferencváros TC           | 2e représentant du Championnat de Hongrie         | Retenu                      |
| 2    | Russie            | CSKA Moscou              | 3e de la phase régulière du Championnat de Russie | Retenu                      |
| 3    | Roumanie          | CSM Bucarest             | 2e représentant du Championnat de Roumanie        | Retenu                      |
| 5    | France            | Brest BH                 | 2e représentant du Championnat de France          | Retenu                      |
| 6    | Norvège           | Storhamar Håndball       | Vice-champion de Norvège                          | Non retenu (2e remplaçant)  |
| 7    | Allemagne         | SG BBM Bietigheim        | 2e du Championnat d'Allemagne                     | Retenu                      |
| 8    | Macédoine du Nord | ŽRK Kumanovo             | Représentant du Championnat de Macédoine du Nord  | Non retenu                  |
| 10   | Suède             | H 65 Höör                | Champion de Suède                                 | Non retenu                  |
| 11   | Slovénie          | RK Krim                  | Champion de Slovénie                              | Retenu                      |
| 12   | Croatie           | ŽRK Podravka Koprivnica  | Champion de Croatie                               | Retenu                      |
| 13   | Turquie           | Kastamonu Belediyesi GSK | Champion de Turquie                               | Non retenu                  |
| 17   | Tchéquie          | DHK Banik Most           | Champion de Tchéquie                              | Non retenu (1er remplaçant) |

Remarque : pour plus de détails sur le statut de chaque championnat et les équipes désignées, voir 2020 en handball#Championnats européens.
Le 10 juin, la Fédération européenne de handball dévoile les douze équipes candidates à une invitation.
Le ŽRK Kumanovo ne récupère pas la place automatique (non utilisée) de son championnat et doit donc solliciter une invitation. Le Monténégro (9e) n'a pas demandé une deuxième place en Ligue des Champions. Seule la Tchéquie a sollicité une invitation parmi les pays situés après le 13e rang européen alors que les trente premières (et même 31 en raison d'une égalité à cette dernière place) fédérations y avaient droit.
Le vendredi 19 juin, l'EHF publie la liste des sept clubs retenus. Elle annonce également que deux clubs sont remplaçants dans le cas où des équipes ne pourraient pas participer correctement et notamment accueillir des matchs en raison de la pandémie de Covid-19. Les équipes non retenues participent à la Ligue européenne à laquelle ils étaient qualifiés.

### Calendrier
| Nom                 | Dates                                   | Nombre de participants |
| ------------------- | --------------------------------------- | ---------------------- |
| Phase de groupes    | du 12 septembre 2020 au 14 février 2021 | 16                     |
| Huitièmes de finale | du 6 au 14 mars 2021                    | 8                      |
| Quarts de finale    | du 3 au 11 avril 2021                   | 8                      |
| Final Four          | 29 et 30 mai 2021                       | 4                      |

## Phase de groupes
Les équipes terminant premières ou deuxièmes de leur poule sont directement qualifiées pour les quarts de finale, les équipes classées de la 3e à la 6e place sont qualifiées pour les huitièmes de finale et les équipes classées aux 7e et 8e places sont éliminées.
Légende
- Directement qualifié pour les quarts de finale
- Qualifié pour les huitièmes de finale
- Éliminé (7e et 8e place)
- T : Tenant du titre (aucun)

En raison de la pandémie de Covid-19, plusieurs rencontres ont été reportées, jouées chez l'équipe visiteuse voire annulées (données perdues par forfait 0-10, sans sanction supplémentaire). De plus, le 10 février 2021, l'EHF a décidé que toutes les équipes étaient finalement qualifiées pour les huitièmes de finale.

### Tirage au sort
Le tirage au sort est effectué le 1er juillet 2020. À cette fin, l'EHF a constitué quatre chapeaux de quatre équipes. Chaque groupe comprendra deux équipes de chaque chapeau. Les équipes d'un même pays sont obligatoirement dans deux groupes différents.
- Győri ETO KC
- Rostov-Don
- Metz Handball
- SCM Râmnicu Vâlcea

- ŽRK Budućnost Podgorica
- Team Esbjerg
- Vipers Kristiansand
- Borussia Dortmund

- CSKA Moscou
- Ferencváros TC
- Brest Bretagne Handball
- CSM Bucarest

- RK Krim
- ŽRK Podravka Koprivnica
- Odense Håndbold
- SG BBM Bietigheim

### Groupe A
|   | Équipe              | Pts | J  | G  | N | P  | Bp  | Bc  | Diff |  | Résultats (dom.\ext.) |       |       |       |       |       |       |       |       |
| - | ------------------- | --- | -- | -- | - | -- | --- | --- | ---- |  | --------------------- | ----- | ----- | ----- | ----- | ----- | ----- | ----- | ----- |
| 1 | Rostov-Don          | 21  | 14 | 10 | 1 | 3  | 331 | 308 | 23   |  | Rostov-Don            |       | 30-26 | 0-10  | 26-24 | 10-0  | 28-24 | 23-23 | 27-21 |
| 2 | Metz Handball       | 20  | 14 | 10 | 0 | 4  | 389 | 354 | 35   |  | Metz Handball         | 27-26 |       | 25-22 | 30-29 | 28-29 | 31-29 | 33-27 | 36-27 |
| 3 | CSM Bucarest        | 17  | 14 | 8  | 1 | 5  | 331 | 309 | 22   |  | CSM Bucarest          | 22-27 | 31-26 |       | 25-19 | 22-29 | 28-26 | 22-22 | 10-0  |
| 4 | Ferencváros TC      | 16  | 14 | 8  | 0 | 6  | 386 | 378 | 8    |  | Ferencváros TC        | 25-26 | 32-30 | 31-27 |       | 30-28 | 24-28 | 32-25 | 24-35 |
| 5 | Vipers Kristiansand | 16  | 14 | 7  | 2 | 5  | 327 | 320 | 7    |  | Vipers Kristiansand   | 23-24 | 0-10  | 30-25 | 26-31 |       | 28-28 | 37-30 | 10-0  |
| 6 | Team Esbjerg        | 12  | 14 | 5  | 2 | 7  | 374 | 351 | 23   |  | Team Esbjerg          | 24-25 | 25-28 | 29-30 | 21-24 | 27-27 |       | 33-23 | 37-29 |
| 7 | RK Krim             | 7   | 14 | 2  | 3 | 9  | 325 | 375 | -50  |  | RK Krim               | 28-27 | 22-26 | 23-25 | 26-32 | 26-27 | 0-10  |       | 28-26 |
| 8 | SG BBM Bietigheim   | 3   | 14 | 1  | 1 | 12 | 318 | 386 | -68  |  | SG BBM Bietigheim     | 31-32 | 25-33 | 22-32 | 25-29 | 29-33 | 26-33 | 22-22 |       |

### Groupe B
|   | Équipe                  | Pts | J  | G  | N | P  | Bp  | Bc  | Diff |  | Résultats (dom.\ext.)   |       |       |       |       |       |       |       |       |
| - | ----------------------- | --- | -- | -- | - | -- | --- | --- | ---- |  | ----------------------- | ----- | ----- | ----- | ----- | ----- | ----- | ----- | ----- |
| 1 | Győri ETO KC            | 24  | 14 | 10 | 4 | 0  | 457 | 353 | 104  |  | Győri ETO KC            |       | 31-24 | 27-27 | 32-25 | 34-29 | 38-31 | 38-25 | 43-28 |
| 2 | CSKA Moscou             | 23  | 14 | 11 | 1 | 2  | 404 | 350 | 54   |  | CSKA Moscou             | 27-27 |       | 25-24 | 27-23 | 27-23 | 30-20 | 35-28 | 30-26 |
| 3 | Brest Bretagne Handball | 17  | 14 | 6  | 5 | 3  | 384 | 349 | 35   |  | Brest Bretagne Handball | 25-25 | 28-30 |       | 32-21 | 28-28 | 28-21 | 33-33 | 32-25 |
| 4 | Odense Håndbold         | 13  | 14 | 6  | 1 | 7  | 384 | 370 | 14   |  | Odense Håndbold         | 32-32 | 26-25 | 24-31 |       | 30-21 | 25-26 | 32-27 | 35-20 |
| 5 | ŽRK Budućnost Podgorica | 12  | 14 | 5  | 2 | 7  | 363 | 377 | -14  |  | ŽRK Budućnost Podgorica | 21-26 | 22-25 | 22-22 | 27-24 |       | 29-28 | 31-27 | 33-26 |
| 6 | SCM Râmnicu Vâlcea      | 10  | 14 | 5  | 0 | 9  | 263 | 319 | -56  |  | SCM Râmnicu Vâlcea      | 20-37 | 24-34 | 10-0  | 21-30 | 25-23 |       | 0-10  | 0-10  |
| 7 | Borussia Dortmund       | 9   | 14 | 4  | 1 | 9  | 347 | 391 | -44  |  | Borussia Dortmund       | 24-34 | 28-29 | 29-41 | 32-24 | 26-28 | 0-10  |       | 32-31 |
| 8 | ŽRK Podravka Koprivnica | 4   | 14 | 2  | 0 | 12 | 326 | 419 | -93  |  | ŽRK Podravka Koprivnica | 15-33 | 20-36 | 29-33 | 17-33 | 29-26 | 25-27 | 25-26 |       |

## Phase à élimination directe
|  | Huitièmes de finale | Huitièmes de finale | Huitièmes de finale | Huitièmes de finale |                     |                     | Quarts de finale | Quarts de finale | Quarts de finale | Quarts de finale |
|  |                     |                     |                     |                     |                     |                     |                  |                  |                  |                  |
|  |                     |                     |                     |                     |                     |                     |                  |                  |                  |                  |
|  | A5                  | Vipers Kristiansand | 35                  | 30                  |                     |                     |                  |                  |                  |                  |
|  | A5                  | Vipers Kristiansand | 35                  | 30                  |                     |                     |                  |                  |                  |                  |
|  | B4                  | Odense Håndbold     | 36                  | 26                  |                     |                     |                  |                  |                  |                  |
|  | B4                  | Odense Håndbold     | 36                  | 26                  | Vipers Kristiansand | Vipers Kristiansand | 34               | 23               |                  |                  |
|  |                     |                     |                     |                     | Vipers Kristiansand | Vipers Kristiansand | 34               | 23               |                  |                  |
|  |                     |                     | Rostov-Don          | Rostov-Don          | 27                  | 23                  |                  |                  |                  |                  |
|  | B8                  | Podravka Koprivnica | Rostov-Don          | Rostov-Don          | 27                  | 23                  | 20               | 24               |                  |                  |
|  | B8                  | Podravka Koprivnica |                     |                     |                     |                     |                  | 24               |                  |                  |
|  | A1                  | Rostov-Don          | 29                  | 42                  |                     |                     |                  |                  |                  |                  |
|  | A1                  | Rostov-Don          | 29                  | 42                  |                     |                     |                  |                  |                  |                  |

|  | Huitièmes de finale | Huitièmes de finale | Huitièmes de finale | Huitièmes de finale |                     |                     | Quarts de finale | Quarts de finale | Quarts de finale | Quarts de finale |
|  |                     |                     |                     |                     |                     |                     |                  |                  |                  |                  |
|  |                     |                     |                     |                     |                     |                     |                  |                  |                  |                  |
|  | B5                  | Budućnost Podgorica | 22                  | 28                  |                     |                     |                  |                  |                  |                  |
|  | B5                  | Budućnost Podgorica | 22                  | 28                  |                     |                     |                  |                  |                  |                  |
|  | A4                  | Ferencváros TC      | 19                  | 29                  |                     |                     |                  |                  |                  |                  |
|  | A4                  | Ferencváros TC      | 19                  | 29                  | Budućnost Podgorica | Budućnost Podgorica | 19               | 21               |                  |                  |
|  |                     |                     |                     |                     | Budućnost Podgorica | Budućnost Podgorica | 19               | 21               |                  |                  |
|  |                     |                     | Győri ETO KC        | Győri ETO KC        | 30                  | 24                  |                  |                  |                  |                  |
|  | A8                  | SG BBM Bietigheim   | Győri ETO KC        | Győri ETO KC        | 30                  | 24                  | 20               | 28               |                  |                  |
|  | A8                  | SG BBM Bietigheim   |                     |                     |                     |                     |                  | 28               |                  |                  |
|  | B1                  | Győri ETO KC        | 37                  | 32                  |                     |                     |                  |                  |                  |                  |
|  | B1                  | Győri ETO KC        | 37                  | 32                  |                     |                     |                  |                  |                  |                  |

|  | Huitièmes de finale | Huitièmes de finale     | Huitièmes de finale | Huitièmes de finale |                         |                         | Quarts de finale | Quarts de finale | Quarts de finale | Quarts de finale |
|  |                     |                         |                     |                     |                         |                         |                  |                  |                  |                  |
|  |                     |                         |                     |                     |                         |                         |                  |                  |                  |                  |
|  | A6                  | Team Esbjerg            | 27                  | 27                  |                         |                         |                  |                  |                  |                  |
|  | A6                  | Team Esbjerg            | 27                  | 27                  |                         |                         |                  |                  |                  |                  |
|  | B3                  | Brest Bretagne Handball | 33                  | 30                  |                         |                         |                  |                  |                  |                  |
|  | B3                  | Brest Bretagne Handball | 33                  | 30                  | Brest Bretagne Handball | Brest Bretagne Handball | 34               | 26               |                  |                  |
|  |                     |                         |                     |                     | Brest Bretagne Handball | Brest Bretagne Handball | 34               | 26               |                  |                  |
|  |                     |                         | Metz Handball       | Metz Handball       | 24                      | 26                      |                  |                  |                  |                  |
|  | B7                  | Borussia Dortmund       | Metz Handball       | Metz Handball       | 24                      | 26                      | 0                | 0                |                  |                  |
|  | B7                  | Borussia Dortmund       |                     |                     |                         |                         |                  | 0                |                  |                  |
|  | A2                  | Metz Handball           | 10                  | 10                  |                         |                         |                  |                  |                  |                  |
|  | A2                  | Metz Handball           | 10                  | 10                  |                         |                         |                  |                  |                  |                  |

|  | Huitièmes de finale | Huitièmes de finale | Huitièmes de finale | Huitièmes de finale |              |              | Quarts de finale | Quarts de finale | Quarts de finale | Quarts de finale |
|  |                     |                     |                     |                     |              |              |                  |                  |                  |                  |
|  |                     |                     |                     |                     |              |              |                  |                  |                  |                  |
|  | B6                  | SCM Râmnicu Vâlcea  | 24                  | 27                  |              |              |                  |                  |                  |                  |
|  | B6                  | SCM Râmnicu Vâlcea  | 24                  | 27                  |              |              |                  |                  |                  |                  |
|  | A3                  | CSM Bucarest        | 33                  | 21                  |              |              |                  |                  |                  |                  |
|  | A3                  | CSM Bucarest        | 33                  | 21                  | CSM Bucarest | CSM Bucarest | 32               | 19               |                  |                  |
|  |                     |                     |                     |                     | CSM Bucarest | CSM Bucarest | 32               | 19               |                  |                  |
|  |                     |                     | CSKA Moscou         | CSKA Moscou         | 27           | 24           |                  |                  |                  |                  |
|  | A7                  | RK Krim             | CSKA Moscou         | CSKA Moscou         | 27           | 24           | 25               | 21               |                  |                  |
|  | A7                  | RK Krim             |                     |                     |              |              |                  | 21               |                  |                  |
|  | B2                  | CSKA Moscou         | 20                  | 27                  |              |              |                  |                  |                  |                  |
|  | B2                  | CSKA Moscou         | 20                  | 27                  |              |              |                  |                  |                  |                  |

### Huitièmes de finale
Les huitièmes de finale aller ont eu lieu les 6 et 7 mars 2021. Les matchs retour ont eu lieu la semaine suivante, les 13 et 14 mars.
| Équipe              | Aller   | Total   | Retour  | Équipe                  |
| ------------------- | ------- | ------- | ------- | ----------------------- |
| Vipers Kristiansand | 35 – 36 | 65 – 62 | 30 – 26 | Odense Håndbold         |
| Podravka Koprivnica | 20 – 29 | 44 – 71 | 24 – 42 | Rostov-Don              |
| Budućnost Podgorica | 22 – 19 | 50 – 48 | 28 – 29 | Ferencváros TC          |
| SG BBM Bietigheim   | 20 – 37 | 48 – 59 | 28 – 32 | Győri ETO KC            |
| Team Esbjerg        | 27 – 33 | 54 – 63 | 27 – 30 | Brest Bretagne Handball |
| Borussia Dortmund   | /       | forfait | /       | Metz Handball           |
| SCM Râmnicu Vâlcea  | 24 – 33 | 51 – 54 | 27 – 21 | CSM Bucarest            |
| RK Krim             | 25 – 20 | 46 – 47 | 21 – 27 | CSKA Moscou             |

### Quarts de finale
Les quarts de finale aller ont eu lieu les 3 et 4 avril 2021 et les matchs retour la semaine suivante, les 10 et 11 avril. Le programme des matchs sont.
| Équipe                  | Aller   | Total    | Retour  | Équipe        |
| ----------------------- | ------- | -------- | ------- | ------------- |
| Vipers Kristiansand     | 34 – 27 | 57 – 50  | 23 – 23 | Rostov-Don    |
| Budućnost Podgorica     | 19 – 30 | 40 – 55  | 21 – 24 | Győri ETO KC  |
| Brest Bretagne Handball | 34 – 24 | 60 – 50  | 26 – 26 | Metz Handball |
| CSM Bucarest            | 32 – 27 | 51 – 51E | 19 – 24 | CSKA Moscou   |

Remarque : du fait de restrictions sanitaires imposées par la Norvège, les deux matchs entre les Vipers Kristiansand et Rostov-Don sont joués en Russie, les 10 et 11 avril. Malgré tout, ce sont les Norvégiennes, seulement cinquièmes de la poule A qui se qualifient aux dépens des Russes, premières de cette même poule.

## Finale à quatre
La Finale à quatre (ou en anglais : Final Four) est programmée les 29 et 30 mai 2021 dans la Papp László Budapest Sportaréna de Budapest en Hongrie. 
Un tirage au sort détermine les équipes qui s'affrontent en demi-finales.
|  | Demi-finales            | Demi-finales            | Demi-finales        | Demi-finales        |                               |                         | Finale | Finale | Finale | Finale |
|  |                         |                         |                     |                     |                               |                         |        |        |        |        |
|  |                         |                         |                     |                     |                               |                         |        |        |        |        |
|  | Győri ETO KC            | Győri ETO KC            | 23 (2)              | 23 (2)              |                               |                         |        |        |        |        |
|  | Győri ETO KC            | Győri ETO KC            | 23 (2)              | 23 (2)              |                               |                         |        |        |        |        |
|  | Brest Bretagne Handball | Brest Bretagne Handball | 23 (4tab)           | 23 (4tab)           |                               |                         |        |        |        |        |
|  | Brest Bretagne Handball | Brest Bretagne Handball | 23 (4tab)           | 23 (4tab)           | Brest Bretagne Handball       | Brest Bretagne Handball | 28     | 28     |        |        |
|  |                         |                         |                     |                     | Brest Bretagne Handball       | Brest Bretagne Handball | 28     | 28     |        |        |
|  |                         |                         | Vipers Kristiansand | Vipers Kristiansand | 34                            | 34                      |        |        |        |        |
|  | Vipers Kristiansand     | Vipers Kristiansand     | Vipers Kristiansand | Vipers Kristiansand | 34                            | 34                      | 33     | 33     |        |        |
|  | Vipers Kristiansand     | Vipers Kristiansand     |                     |                     |                               |                         |        | 33     |        |        |
|  | CSKA Moscou             | CSKA Moscou             | 30                  | 30                  |                               |                         |        |        |        |        |
|  | CSKA Moscou             | CSKA Moscou             | 30                  | 30                  | Match pour la troisième place |                         |        |        |        |        |
|  |                         |                         |                     |                     |                               |                         |        |        |        |        |
|  |                         |                         |                     |                     |                               |                         |        |        |        |        |
|  | Győri ETO KC            | Győri ETO KC            | 32                  | 32                  |                               |                         |        |        |        |        |
|  | Győri ETO KC            | Győri ETO KC            | 32                  | 32                  |                               |                         |        |        |        |        |
|  | CSKA Moscou             | CSKA Moscou             | 21                  | 21                  |                               |                         |        |        |        |        |
|  | CSKA Moscou             | CSKA Moscou             | 21                  | 21                  |                               |                         |        |        |        |        |

### Détail des matches

#### Demi-finales
| 29 mai 2021 15h15 CEST | Győri ETO KC               | 25 - 27 (tab)     | Brest Bretagne Handball | Papp László Arena,Budapest Hongrie Affluence : 2 500 Arbitrage : Marta et Vania Sa |
| 29 mai 2021 15h15 CEST | Veronica Kristiansen, 8    | (8 - 11, 20 - 20) | Ana Gros, 9             | Papp László Arena,Budapest Hongrie Affluence : 2 500 Arbitrage : Marta et Vania Sa |
| 29 mai 2021 15h15 CEST | Prol. : 23 - 23Tab : 2 - 4 |                   |                         | Papp László Arena,Budapest Hongrie Affluence : 2 500 Arbitrage : Marta et Vania Sa |
| 29 mai 2021 15h15 CEST | ×4                         | Rapport           | ×5                      | Papp László Arena,Budapest Hongrie Affluence : 2 500 Arbitrage : Marta et Vania Sa |

| 29 mai 2021 18h00 CEST | Vipers Kristiansand | 33 - 30   | CSKA Moscou         | Papp László Arena,Budapest Hongrie Affluence : 2 300 Arbitrage : Vanja Antic et Jelena Jakovljevic |
| 29 mai 2021 18h00 CEST | Henny Reistad, 10   | (18 - 12) | Polina Vedekhina, 7 | Papp László Arena,Budapest Hongrie Affluence : 2 300 Arbitrage : Vanja Antic et Jelena Jakovljevic |
| 29 mai 2021 18h00 CEST | ×2 ×5               | Rapport   | ×6                  | Papp László Arena,Budapest Hongrie Affluence : 2 300 Arbitrage : Vanja Antic et Jelena Jakovljevic |

#### Petite finale
| 30 mai 2021 15h15 CEST | Győri ETO KC           | 32 - 21  | CSKA Moscou             | Papp László Arena,Budapest Hongrie Arbitrage : Ioanna Christidi et Ioanna Papamattheou |
| 30 mai 2021 15h15 CEST | Stine Bredal Oftedal 7 | (18 - 8) | Elena Mikhaïlitchenko 4 | Papp László Arena,Budapest Hongrie Arbitrage : Ioanna Christidi et Ioanna Papamattheou |
| 30 mai 2021 15h15 CEST | ×1 ×4                  | Rapport  | ×2 ×4                   | Papp László Arena,Budapest Hongrie Arbitrage : Ioanna Christidi et Ioanna Papamattheou |

#### Finale
| 30 mai 2021 18h00 CEST | Brest Bretagne Handball | 28 - 34   | Vipers Kristiansand | Papp László Arena,Budapest Hongrie Affluence : 2 300 Arbitrage : Cristina Nastase et Simona Raluca Stancu |
| 30 mai 2021 18h00 CEST | Ana Gros 8              | (14 - 18) | Henny Reistad 12    | Papp László Arena,Budapest Hongrie Affluence : 2 300 Arbitrage : Cristina Nastase et Simona Raluca Stancu |
| 30 mai 2021 18h00 CEST | ×1 ×2                   | Rapport   | ×3 ×6               | Papp László Arena,Budapest Hongrie Affluence : 2 300 Arbitrage : Cristina Nastase et Simona Raluca Stancu |

## Les championnes d'Europe
| Champion d'Europe - Ligue des champions 2020-2021 Vipers Kristiansand 1er titre |

L'effectif du Vipers Kristiansand était :
- Gardiennes de but
  - 01  Andrea Austmo Pedersen
  - 12  Evelina Eriksson
  - 16  Katrine Lunde
- Ailières droites
  - 06  Malin Aune
  - 07  Carolina Morais
  - 37  Jana Knedlíková
- Ailières gauches
  - 02  Karoline Olsen
  - 10  Vilde Jonassen
  - 27  Sunniva Næs Andersen
- Pivots
  - 19  June Andenæs
  - 24  Hanna Yttereng
  - 55  Heidi Løke
- Arrières gauches
  - 03  Emilie Hegh Arntzen
  - 20  Jeanett Kristiansen
  - 21  Ragnhild Valle Dahl
- Demi-centres
  - 04  Tonje Refsnes
  - 22  Marta Tomac
  - 25  Henny Reistad
- Arrières droites
  - 08  Karine Dahlum
  - 09  Nora Mørk
  - 11  Silje Waade
  - 15  Linn Jørum Sulland
- Entraîneur
  -  Ole Gustav Gjekstad

## Statistiques et récompenses

### Meilleures marqueuses
Au terme de la compétition, les statistiques sont :
| Rang | Joueur                    | Club                    | Buts |
| ---- | ------------------------- | ----------------------- | ---- |
| 1    | Ana Gros                  | Brest Bretagne Handball | 135  |
| 2    | Cristina Neagu            | CSM Bucarest            | 115  |
| 3    | Veronica Kristiansen      | Győri ETO KC            | 97   |
| 4    | Jovanka Radičević         | Budućnost Podgorica     | 94   |
| 5    | Dejana Milosavljević (en) | Podravka Koprivnica     | 88   |
| 5    | Henny Reistad             | Vipers Kristiansand     | 88   |
| 7    | Stine Bredal Oftedal      | Győri ETO KC            | 87   |
| 8    | Lois Abbingh              | Odense Håndbold         | 84   |
| 8    | Estelle Nze Minko         | Győri ETO KC            | 84   |
| 10   | Mette Tranborg            | Team Esbjerg            | 77   |

### Meilleures joueuses
À la veille du Final Four, l'EHF  dévoile les meilleures joueuses de la compétition :
| Poste                     | Joueuse              | Club                    | %  |
| ------------------------- | -------------------- | ----------------------- | -- |
| Gardienne de but          | Amandine Leynaud     | Győri ETO KC            | -- |
| Ailière gauche            | Majda Mehmedović     | Budućnost Podgorica     | -- |
| Arrière gauche            | Cristina Neagu       | CSM Bucarest            | -- |
| Demi-centre               | Stine Bredal Oftedal | Győri ETO KC            | -- |
| Pivot                     | Pauletta Foppa       | Brest Bretagne Handball | -- |
| Arrière droite            | Nora Mørk            | Vipers Kristiansand     | -- |
| Ailière droite            | Viktória Lukács      | Győri ETO KC            | -- |
| Défenseur                 | Eduarda Amorim       | Győri ETO KC            | -- |
| Meilleure jeune           | Henny Reistad        | Vipers Kristiansand     | -- |
| Entraîneur                | Ole Gustav Gjekstad  | Vipers Kristiansand     | -- |
| MVP de la finale à quatre | Henny Reistad        | Vipers Kristiansand     | -- |